# 3月19日
3月19日（さんがつじゅうくにち）は、グレゴリオ暦で年始から78日目（閏年では79日目）にあたり、年末まであと287日ある。

## できごと

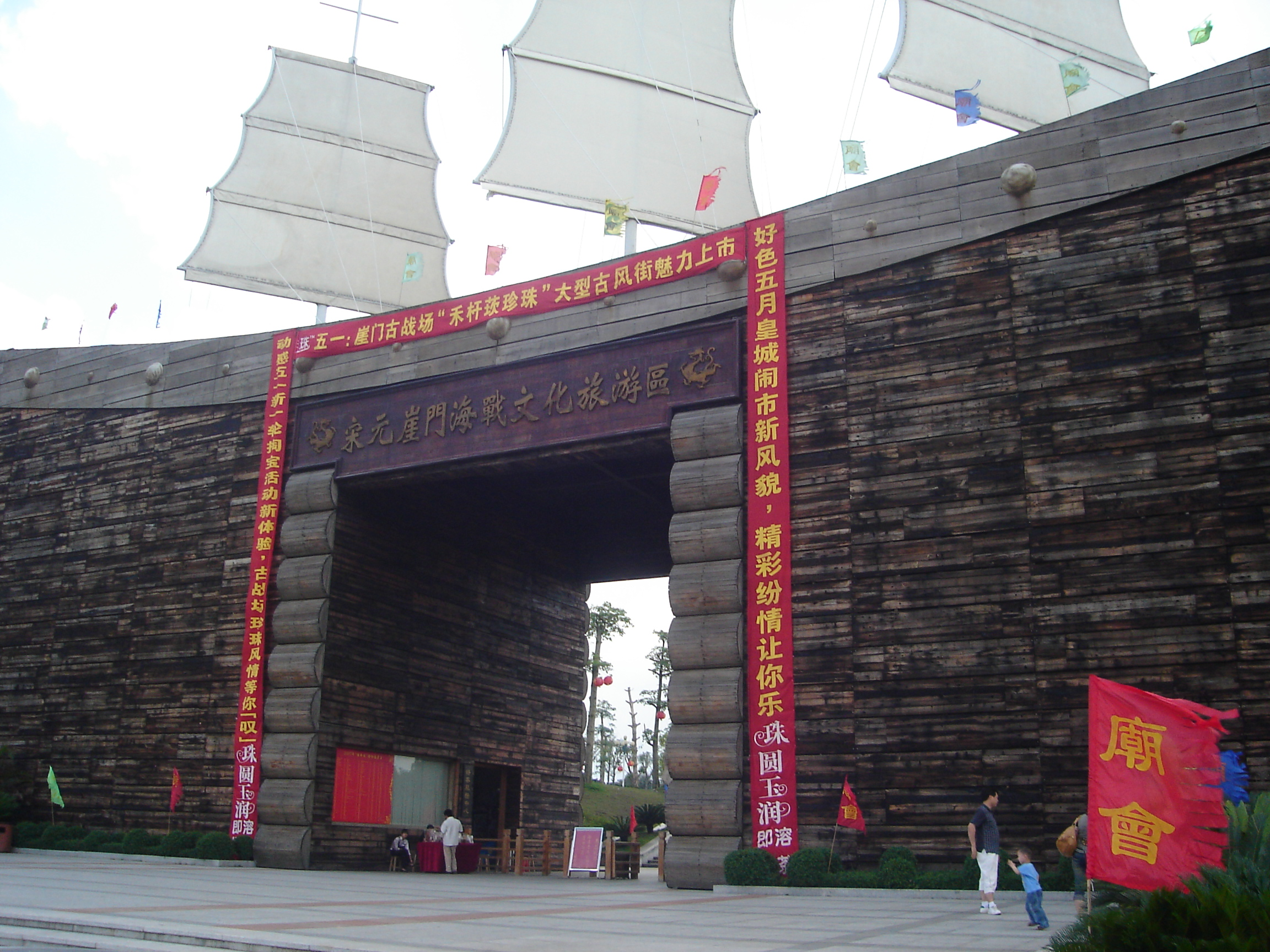
崖山の戦い(1279)でモンゴルが南宋を滅ぼす。画像は記念公園

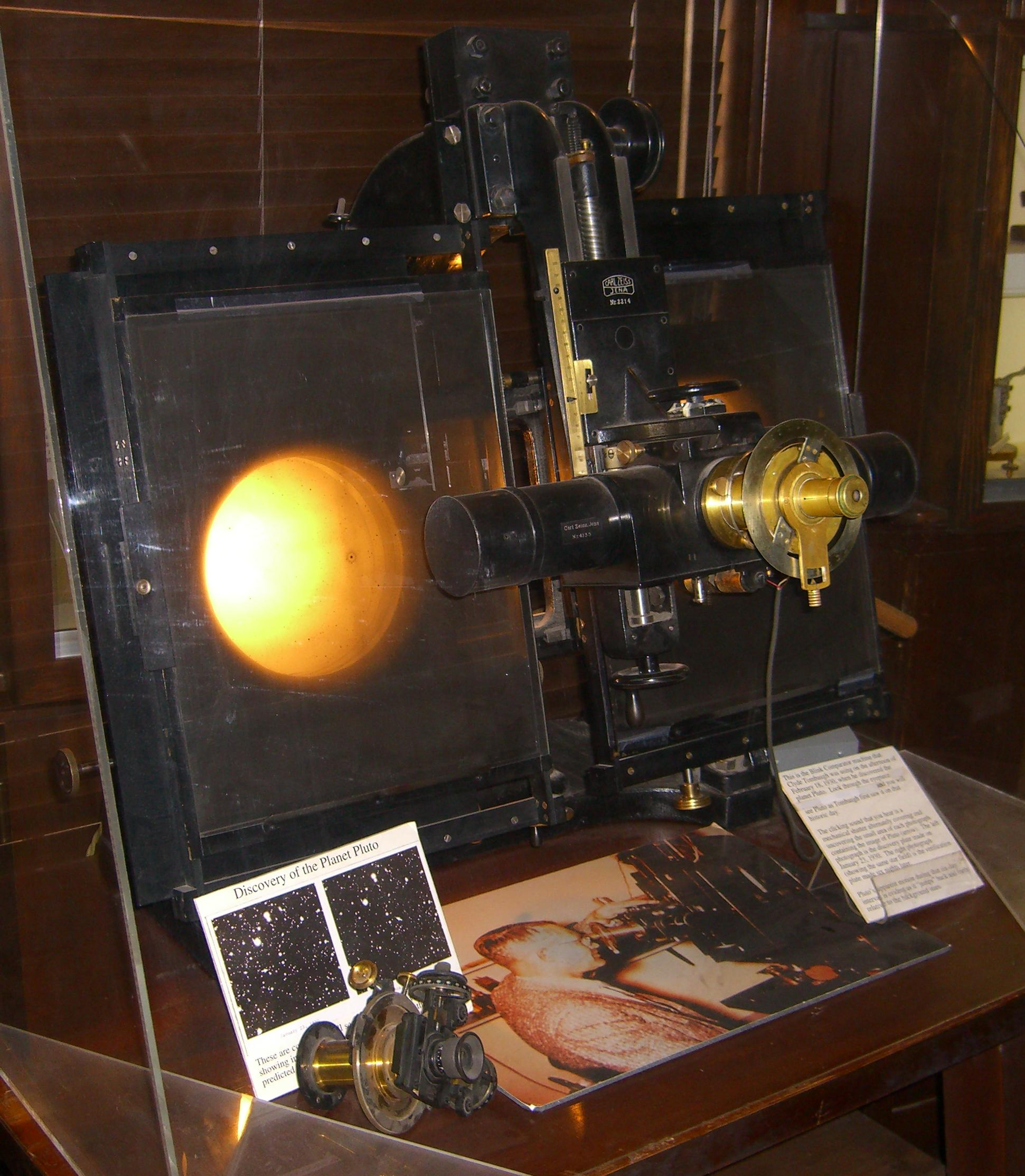
冥王星の最初の写真が撮影される(1915)。画像は検出に用いられたブリンクコンパレータ

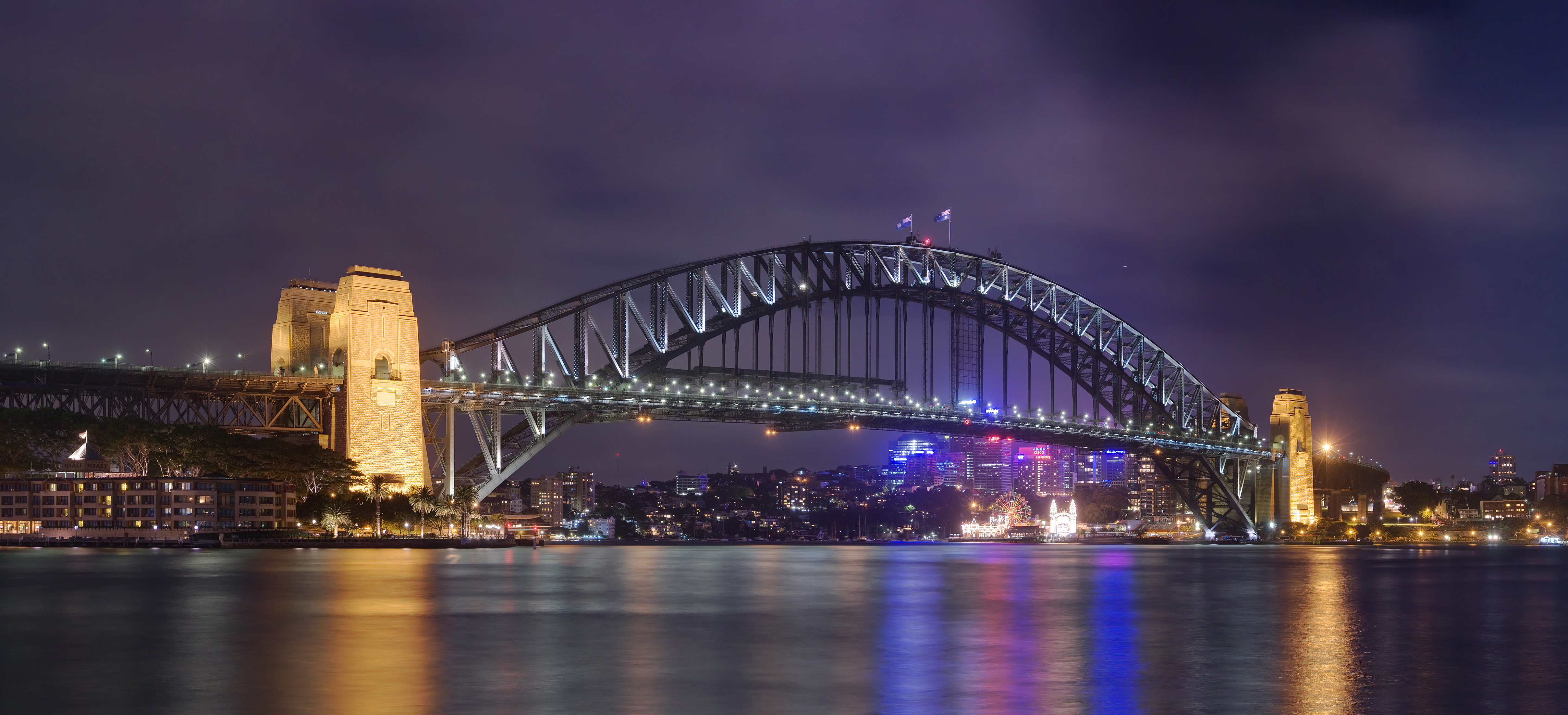
シドニーのハーバーブリッジ開通(1932)

- 681年（天武天皇10年2月25日） - 天武天皇が飛鳥浄御原令の制定を命ずる[要出典]。
- 1279年（祥興2年2月6日） - 崖山の戦い。モンゴルにより南宋が滅亡。
- 1853年 - 太平天国の乱: 太平天国軍が江寧（南京）を陥落。「天京」と改称して首都とし、太平天国の王朝を樹立。
- 1865年- 南北戦争: ベントンビルの戦いが始まる。
- 1882年 - サグラダ・ファミリアの建設が開始される。
- 1885年 - カナダ・サスカチュワン州でルイ・リエルが再び連邦政府に対する反乱を開始。
- 1896年 - アントニン・ドヴォルザークのチェロ協奏曲がロンドンで初演。 第1楽章を聴く[ヘルプ/ファイル]
- 1906年 - イギリスが満州の門戸開放を要求。
- 1915年 - 冥王星が初めて写真に捉えられるが、当時は惑星だと認識されず。
- 1917年 - 長崎県の松島炭鉱で火災。死者50人[1]。
- 1920年 - アメリカ合衆国上院がヴェルサイユ条約の批准を否決する。
- 1926年 - 東京市巣鴨から出火。折からの烈風で延焼、597戸が焼失[2]。
- 1931年 - アメリカ合衆国ネバダ州がギャンブルを合法化する。
- 1932年 - シドニーのハーバーブリッジが開通。
- 1945年 - 第二次世界大戦: アドルフ・ヒトラーがドイツ国内のインフラ破壊を指令。（ネロ指令）
- 1945年 - 第二次世界大戦・九州沖航空戦: アメリカ海軍の航空母艦「フランクリン」が日本海軍の爆撃機「銀河」1機の攻撃を受け大破、724名の死者を出す。
- 1945年 - 第二次世界大戦・日本本土空襲: 名古屋大空襲。
- 1949年 - 東京の定期観光バス「はとバス」が運行開始。
- 1950年 - 世界平和擁護大会常任委員会第3回総会で原爆禁止のストックホルム・アピールを採択。
- 1951年 - イランで、国内のイギリス資本の石油会社を国有化する法律が成立。
- 1953年 - 国鉄日田彦山線釈迦ヶ岳トンネルの工事現場で落盤が発生。死者21人、重軽傷者4人[3]。
- 1955年 - 第2次鳩山一郎内閣が成立。
- 1960年 - 福岡県久留米市の国立療養所久留米病院（後に国立病院機構九州医療センターに統合）で火災。患者11人が焼死[4]。
- 1961年 - エドウィン・O・ライシャワーが駐日アメリカ特命全権大使として着任[5]。
- 1962年 - アルジェリア独立戦争が停戦。
- 1970年 - ヴィリー・ブラント西独首相とヴィリー・シュトフ東独首相がエアフルトで初の東西ドイツ首脳会談。
- 1972年 - インドとバングラデシュが友好条約に調印。
- 1973年 - 欧州共同体6か国の変動相場制への移行が決定。スミソニアン体制が崩壊。
- 1974年 - 兵庫県西宮市の知的障害者施設の浄化槽から幼児2名の遺体が発見される。（甲山事件）
- 1974年 - 蔵前国技館でアントニオ猪木が国際プロレスを離脱したストロング小林と対戦し、原爆固めで勝ち、NWF世界ヘビー級王座初防衛。
- 1977年 - 石川県の尾小屋鉄道がこの日限りで廃止。
- 1982年 - アルゼンチン軍が南ジョージア島に上陸し、フォークランド紛争が始まる。
- 1987年 - 北海道の国鉄湧網線がこの日限りで廃止。
- 1989年 - 都営地下鉄新宿線が全線開通。
- 1991年 - 成田空港高速鉄道の成田駅（JR東日本成田線）と京成電鉄京成成田駅 - 成田空港駅間が開通。
- 1997年 - 東電OL殺人事件発生。
- 2002年 - アメリカのアフガニスタン侵攻：ターリバーンやアルカーイダを多数殺害し、アナコンダ作戦が終了。
- 2003年 - アメリカ・イギリスによるイラクの自由作戦の開始。イラク戦争開戦。
- 2003年 - 営団地下鉄半蔵門線水天宮前駅 - 押上駅間開通。東急田園都市線 - 東武伊勢崎線の相互直通運転開始。
- 2004年 - 2004年中華民国総統選挙: 現職の陳水扁候補が台南を遊説中に狙撃され負傷。
- 2008年 - 土浦連続殺傷事件の最初の事件が起こる。
- 2011年 - 北関東自動車道太田桐生IC（群馬県太田市） - 佐野田沼IC（栃木県佐野市）間の18.6kmが開通。これにより同自動車道が全線開通した[6]。
- 2016年 - フライドバイ981便墜落事故。
- 2017年 - 上武道路 (国道17号)が全線開通[7]。
- 2018年 - キタシロサイ最後のオス、スーダンが死去し、絶滅が事実上確定[8]。
- 2022年 - トルクメニスタン大統領選挙に勝利したセルダル・ベルディムハメドフが第3代となるトルクメニスタンの大統領に就任[9]。
- 2024年 - 日本銀行がマイナス金利の解除を発表。2007年2月から続いたマイナス金利政策に幕を下ろす。

## 誕生日

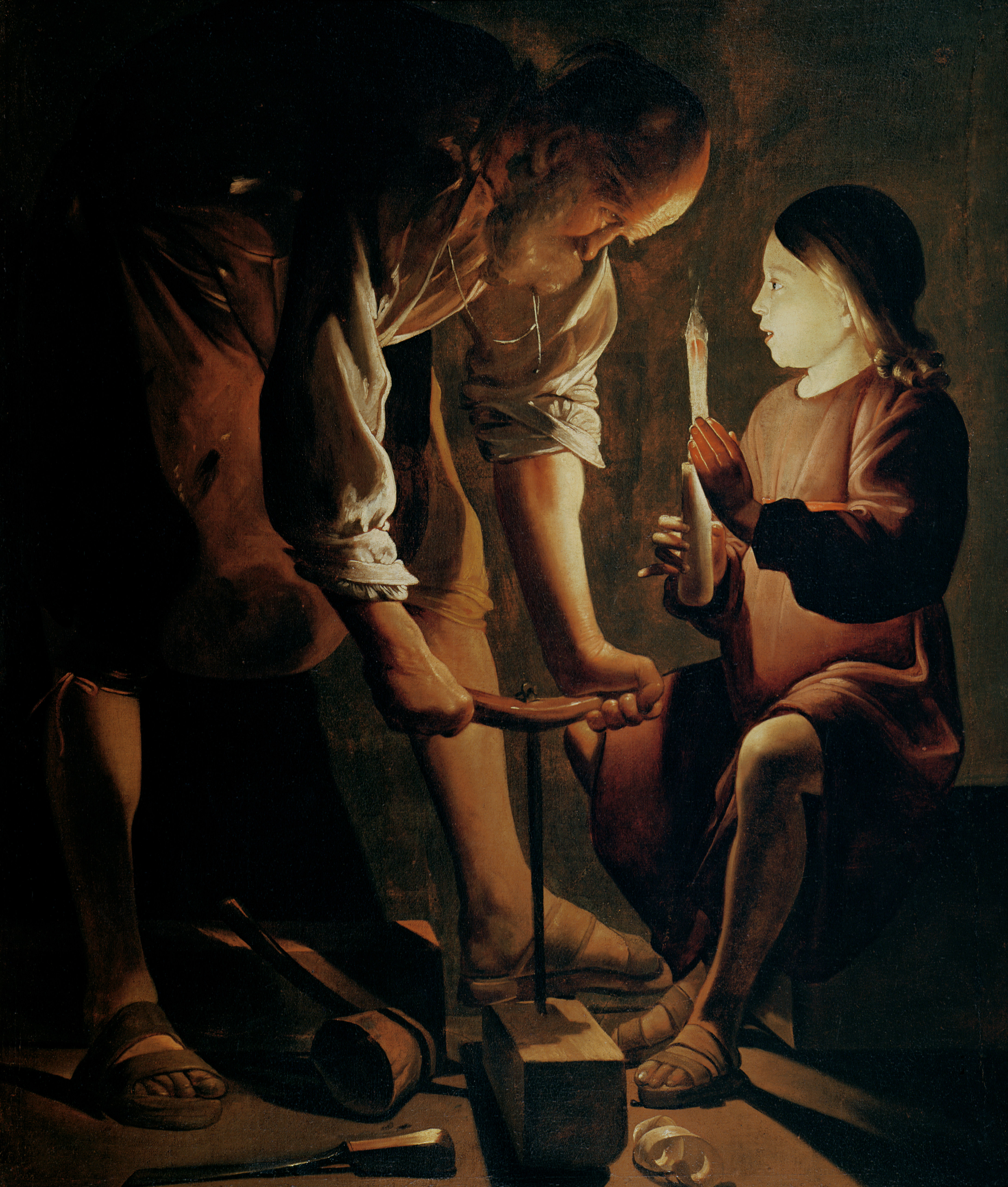
画家ジョルジュ・ド・ラ・トゥール(1593-1652)誕生。画像は『聖ヨセフ』(1642)

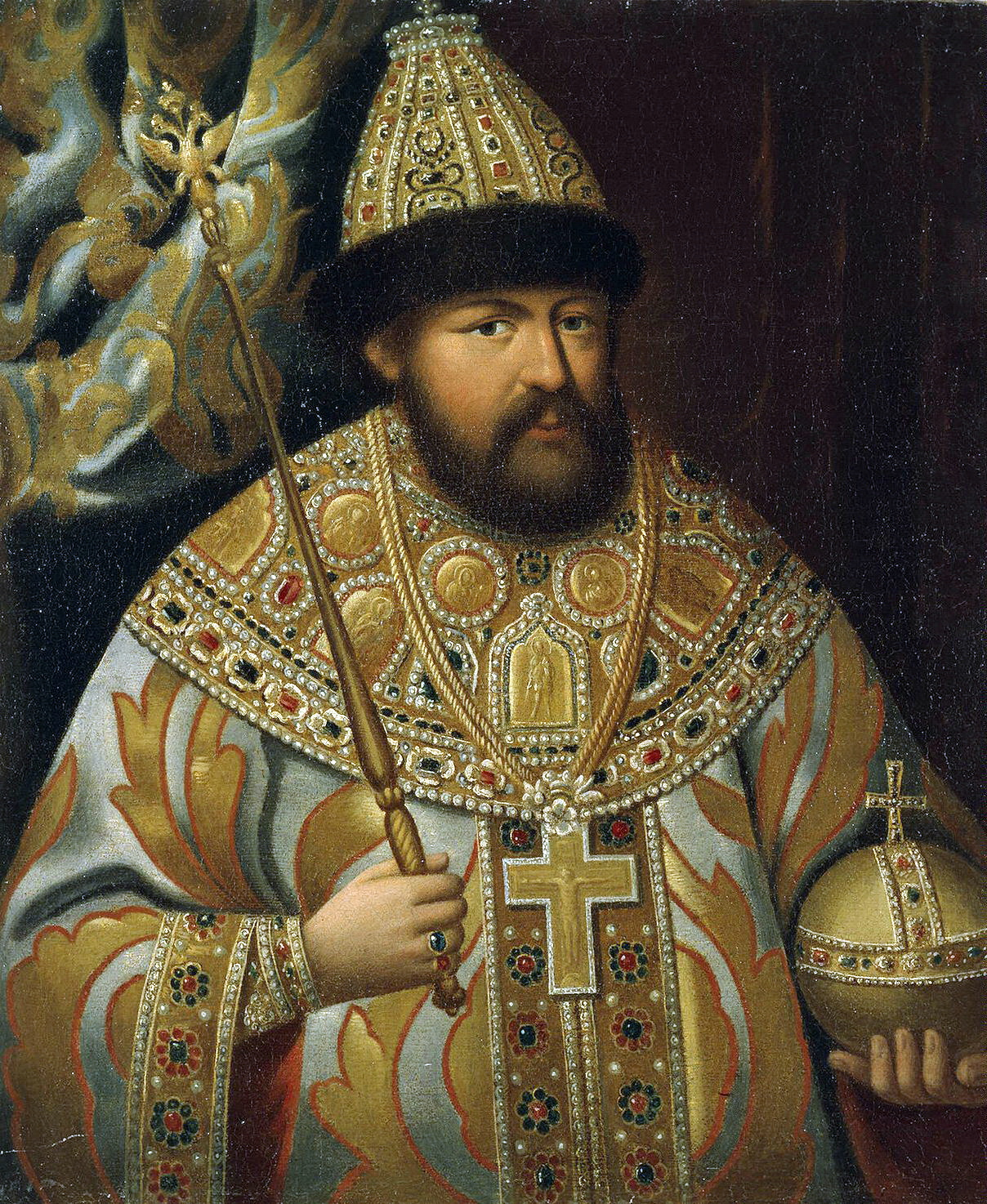
モスクワ大公アレクセイ (1629-1676)誕生。ツァーリ専制を確立

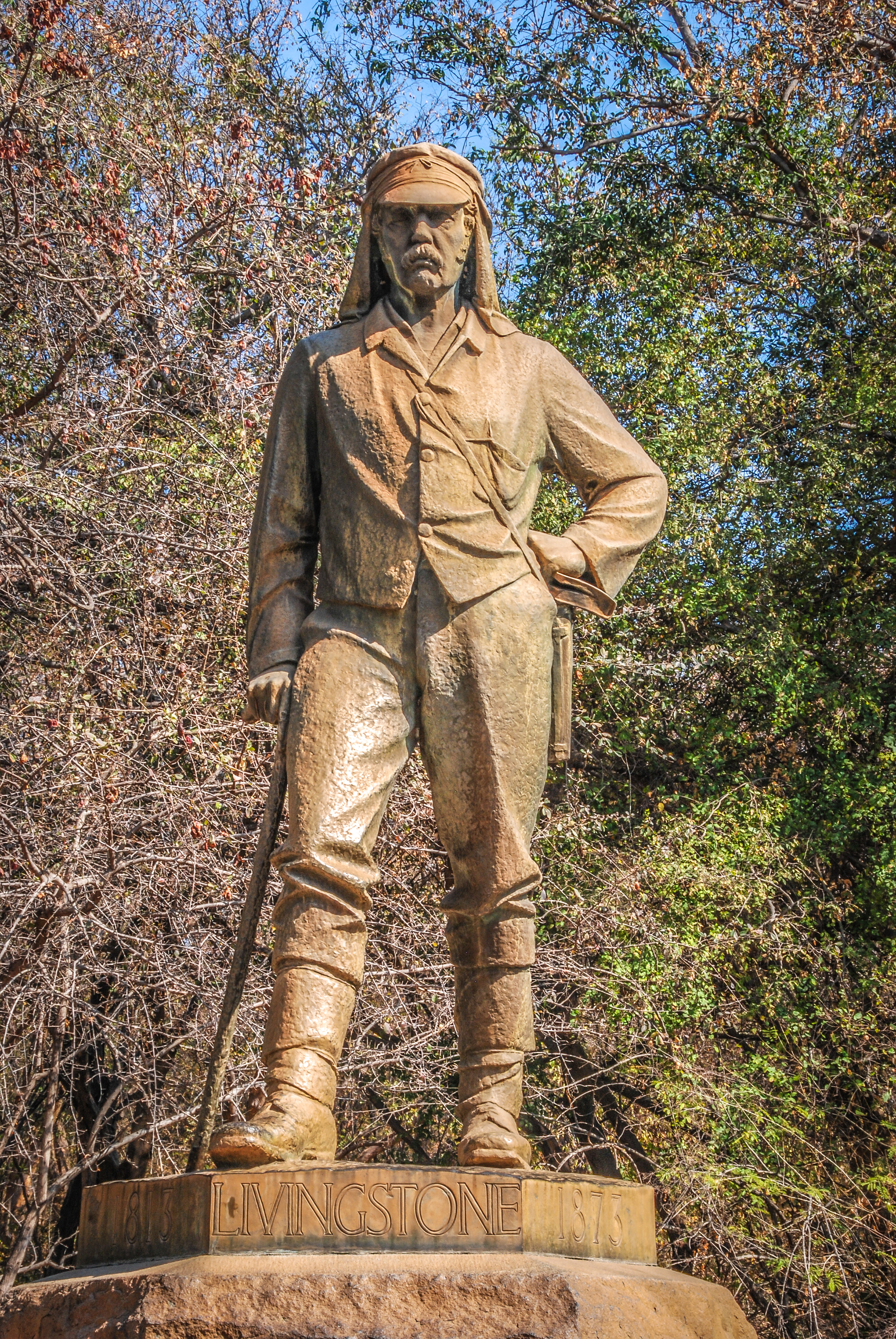
アフリカ大陸を横断した探検家デービッド・リビングストン(1813-1873)

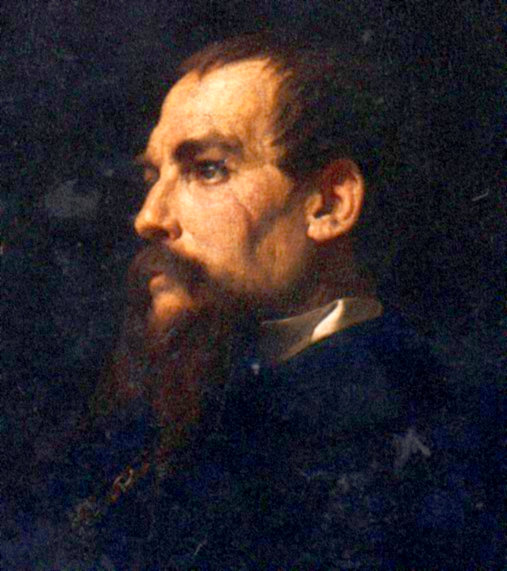
『アラビアン・ナイト』の翻訳でも知られる語学の天才、探検家リチャード・フランシス・バートン(1821-1890)

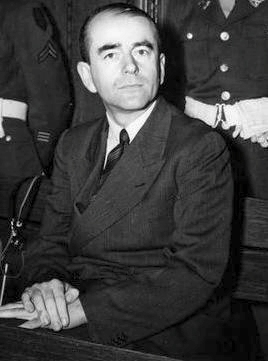
ナチス・ドイツの生き証人、政治家アルベルト・シュペーア(1905-1981)

### 人物
- 1434年（永享6年2月9日） - 足利義勝、室町幕府7代将軍（+ 1443年）
- 1593年 - ジョルジュ・ド・ラ・トゥール、画家（+ 1652年）
- 1629年 - アレクセイ、モスクワ大公（+ 1676年）
- 1734年 - トマス・マッキーン、政治家、弁護士（+ 1817年）
- 1746年（延享3年1月28日） - 松平信亨、上山藩主（+ 1796年）
- 1770年（明和7年2月22日） - 松平忠宝、尼崎藩主（+ 1829年）
- 1782年 - ヴィルヘルム・フォン・ビーラ、天文学者（+ 1856年）
- 1799年 - ウィリアム・ドーズ、天文学者（+ 1868年）
- 1801年 - サルヴァトーレ・カンマラーノ、オペラ台本作家（+ 1852年）
- 1813年 - デービッド・リビングストン、探検家（+ 1873年）
- 1817年（文化14年2月2日） - 谷衛滋、山家藩主（+ 1875年）
- 1821年 - リチャード・フランシス・バートン、探検家、人類学者（+ 1890年）
- 1829年 - 瓜生岩子、社会事業家（+ 1897年）
- 1832年 - ヴァーンベーリ・アールミン、東洋学者、旅行者（+ 1913年）
- 1848年 - ワイアット・アープ、ガンマン（+ 1929年）
- 1848年 - ジョージ・ロマネス、生物学者（+ 1894年）
- 1849年 - アルフレート・フォン・ティルピッツ、ドイツの海軍軍人、海軍大臣（+ 1930年）
- 1855年 - デイヴィッド・ペック・トッド、天文学者（+ 1939年）
- 1858年（咸豊8年2月5日） - 康有為、政治家、思想家（+ 1927年）
- 1867年（慶応3年2月14日） - 豊田佐吉、発明家、豊田自動織機創業者（+ 1930年）
- 1871年 - ジョー・マクギニティ、元プロ野球選手（+ 1929年）
- 1873年 - マックス・レーガー、作曲家（+ 1916年）
- 1875年 - 張作霖、中華民国初期の軍閥政治家（+ 1928年）
- 1881年 - 森田草平、小説家（+ 1949年）
- 1883年 - ウォルター・ハース、化学者（+ 1950年）
- 1886年 - 原石鼎、俳人（+ 1951年）
- 1887年 - ホセ・メンデス、元プロ野球選手（+ 1928年）
- 1887年 - 竹下しづの女、俳人（+ 1951年）
- 1888年 - ヨゼフ・アルバース、美術家（+ 1976年）
- 1889年 - マヌエル2世、ポルトガル最後の国王（+ 1932年）
- 1891年 - アール・ウォーレン、政治家、カリフォルニア州知事、アメリカ合衆国最高裁判所長官（+ 1974年）
- 1893年 - ヘンリー・ギルマン、化学者（+ 1986年）
- 1894年 - ビル・ワムズガンス、元プロ野球選手（+ 1985年）
- 1896年 - 谷村貞治、花巻東高等学校創立者（+ 1968年）
- 1898年 - 芝祐泰、雅楽家（+ 1982年）
- 1899年 - 時雨音羽、作詞家（+ 1980年）
- 1900年 - フレデリック・ジョリオ＝キュリー、物理学者（+ 1958年）
- 1901年 - 中村梅吉、政治家、第57代衆議院議長（+ 1984年）
- 1904年 - 阿部五郎、政治家（+ 1963年）
- 1905年 - アルベルト・シュペーア、ナチス・ドイツの建築家（+ 1981年）
- 1906年 - アドルフ・アイヒマン、ナチス・ドイツのホロコースト指揮者（+ 1962年）
- 1908年 - ジョージ・ロジャー、写真家（+ 1995年）
- 1910年 - 堀一郎、宗教学者（+ 1974年）
- 1911年 - 江口朴郎、歴史学者（+ 1989年）
- 1912年 - アドルフ・ガーランド、第二次世界大戦時のドイツ空軍のエース・パイロット（+ 1996年）
- 1917年 - ディヌ・リパッティ、ピアニスト（+ 1950年）
- 1918年 - 福永武彦、小説家（+ 1979年）
- 1919年 - レニー・トリスターノ、ジャズピアニスト（+ 1978年）
- 1922年 - 小野田寛郎、日本陸軍少尉（+ 2014年）
- 1922年 - 石橋一弥、政治家（+ 1999年）
- 1924年 - 磯貝碧蹄館、書家、詩人（+ 2013年[10]）
- 1926年 - 天野哲夫（沼正三）、小説家（+ 2008年）
- 1927年 - アレン・ニューウェル、人工知能研究者（+ 1992年）
- 1927年 - リッチー・アシュバーン、元プロ野球選手（+ 1997年）
- 1928年 - パトリック・マクグーハン、俳優、脚本家、映像作品監督、プロデューサー（+ 2009年）
- 1929年 - 平山亨、映画監督、テレビプロデューサー（+ 2013年）
- 1929年 - 三遊亭金馬 (4代目)、落語家　(+ 2022年)
- 1931年 - エッマ・アンドリエーヴシカ、詩人、作家、画家
- 1933年 - フィリップ・ロス、小説家（+ 2018年）
- 1936年 - ウルスラ・アンドレス、女優
- 1937年 - 渕上貞雄、政治家　(+ 2023年)
- 1937年 - エゴン・クレンツ、元東ドイツ国家評議会議長
- 1937年 - クラレンス・"フロッグマン"・ヘンリー、ミュージシャン　(+2024年)
- 1938年 - 鄭夢九、実業家
- 1942年 - 陶山勝、実業家、元ミニストップ社長
- 1943年 - マリオ・モリーナ、化学者（+ 2020年）
- 1943年 - ヴァーン・シュパン、レーシングドライバー
- 1946年 - 鈴木正幸、俳優
- 1946年 - 蛸島彰子、女流将棋棋士
- 1946年 - 朱里エイコ、歌手（+ 2004年）
- 1947年 - グレン・クローズ、女優
- 1947年 - ゲーリー・ジェスター、元プロ野球選手
- 1947年 - 鳳芳野、声優
- 1947年 - 田村公平、政治家
- 1949年 - 平野博文、政治家
- 1949年 - 青山静男、写真家（+ 1995年）
- 1950年 - 岡田繁幸、実業家（+ 2021年）
- 1950年 - 大受久晃、元大相撲力士
- 1950年 - 善岡雅文、政治家
- 1951年 - 赤塚真人、俳優 (+ 2024年)
- 1953年 - 潘恵子、声優（戸籍上は4月5日）
- 1953年 - 北橋健治、政治家
- 1953年 - ビリー・シーン、ミュージシャン（MR. BIG）
- 1955年 - ブルース・ウィリス、映画俳優
- 1955年 - 頭師佳孝、俳優
- 1956年 - 江田康幸、政治家
- 1956年 - 森一晃、元プロ野球選手
- 1957年 - 尾崎亜美、シンガーソングライター
- 1958年 - 中多和宏、声優
- 1958年 - 赤坂東児、作曲家
- 1958年 - アンディ・リード、アメリカンフットボールコーチ
- 1959年 - 森厚三、元プロ野球選手
- 1960年 - 川端順、元プロ野球選手
- 1960年 - イリアーヌ・イリアス、ジャズピアニスト
- 1961年 - いとうせいこう、小説家
- 1962年 - 岩﨑元是、作曲家
- 1963年 - 内山正博、元騎手、調教助手
- 1963年 - 熊谷幸子、シンガーソングライター
- 1964年 - 北原佐和子、歌手、女優
- 1966年 - マイケル・スリプチュク、フィギュアスケート選手
- 1966年 - 蒲田健、ラジオパーソナリティ
- 1968年 - 米崎薫臣、元プロ野球選手
- 1969年 - 蛯名正義、元騎手、調教師
- 1969年 - 野田知、元サッカー選手、指導者
- 1969年 - 浪乃花教天、元大相撲力士
- 1970年 - ミハエル・クルム、レーシングドライバー
- 1970年 - 児玉千佳、ソフトボール選手
- 1971年 - ナジャ・アウアマン、ファッションモデル
- 1971年 - D・T・クローマー、元プロ野球選手
- 1972年 - 稲森いずみ、女優
- 1972年 - 久保恵子、タレント
- 1972年 - 長谷川朝晴、俳優
- 1973年 - 武内由紀子、タレント
- 1974年 - 後藤浩輝、騎手（+ 2015年）
- 1974年 - 横山義行、元騎手
- 1975年 - ビビアン・スー、タレント
- 1976年 - アレッサンドロ・ネスタ、元サッカー選手
- 1976年 - 本村洋、全国犯罪被害者の会幹事
- 1976年 - 市川喜康、ミュージシャン
- 1976年 - 市川実和子、女優
- 1976年 - Ikoman、アレンジャー
- 1976年 - メグちゃん、お笑いタレント
- 1977年 - 岡田義徳、俳優
- 1977年 - 萩原達也、元プロ野球審判員
- 1977年 - 小原明大、政治家
- 1978年 - 杉村一樹、元騎手
- 1978年 - 黒須克彦、作曲家
- 1979年 - イワン・リュビチッチ、テニス選手
- 1979年 - ヘド・ターコルー、バスケットボール選手
- 1980年 - 下川みくに、歌手
- 1980年 - タイチ、プロレスラー
- 1981年 - Giz'Mo、ミュージシャン（Jam9）
- 1981年 - 伊藤こう大、お笑い芸人（こりゃめでてーな）
- 1981年 - コロ・トゥーレ、元サッカー選手
- 1982年 - 黒崎優、ストリッパー
- 1982年 - 嘉風雅継、元大相撲力士
- 1982年 - 安藤桃子、映画監督
- 1983年 - いのうえのぞみ、グラビアアイドル、タレント
- 1983年 - 小山知良、モーターサイクルロードレーサー
- 1985年 - 梅澤レナ、ファッションモデル
- 1985年 - 岡野絵里、お笑いタレント（元パシンペロン）
- 1986年 - 若木萌、グラビアアイドル、タレント（innes）
- 1987年 - 金丸将也、元プロ野球選手
- 1987年 - 金原早苗、お笑いタレント
- 1988年 - Alex、ファッションモデル（元ONE OK ROCK）
- 1988年 - レオ・シン、サッカー選手
- 1988年 - クレイトン・カーショウ、プロ野球選手
- 1988年 - 浜田亜理沙、ボートレーサー
- 1988年 - 弥香、女優
- 1989年 - 小林豊、俳優
- 1990年 - 太田暁音、陸上競技選手
- 1990年 - ERICA、モデル
- 1991年 - アレクサンドル・ココリン、サッカー選手
- 1991年 - 三遊亭楽㐂、落語家
- 1991年 - 桜もこ、元AV女優
- 1992年 - 椎木知仁、ミュージシャン（My Hair is Bad）
- 1993年 - Mr.シャチホコ、ものまねタレント
- 1993年 - 金太郎、総合格闘家
- 1994年 - 犬塚あさな、タレント、元アイドル（元SKE48）
- 1996年 - あおいれな、AV監督、元AV女優、YouTuber
- 1996年 - 御山真悠、プロ野球選手
- 1998年 - 宮脇咲良、アイドル（LE SSERAFIM、元HKT48、元IZ*ONE）
- 1998年 - 宇野愛海、女優（元私立恵比寿中学）
- 1998年 - 谷かえ、グラビアアイドル
- 1999年 - 田城飛翔、元プロ野球選手
- 1999年 - 大島璃音、気象キャスター
- 2001年 - 齋藤美雪、グラビアアイドル
- 2001年 - ウンソク、歌手（RIIZE）
- 2003年 - 秋田汐梨、モデル、女優
- 2004年 - 鈴木心緒、タレント
- 2005年 - 知念英和、歌手、俳優
- 生年不詳 - 北翔海莉、女優、元宝塚歌劇団星組
- 生年不詳 - 石見翔子、漫画家
- 生年不詳 - 川野剛稔、声優
- 生年不詳 - 鈴木貴宏、元声優
- 生年不詳 - 中恵光城、歌手、声優

### 人物以外（動物など）
- 1980年 - シャダイソフィア、競走馬（+ 1985年）
- 1990年 - トーワウィナー、競走馬
- 1990年 - マーベラスクラウン、競走馬（+ 2007年）
- 1993年 - エリモシック、競走馬（+ 2014年）
- 1997年 - ユウフヨウホウ、競走馬
- 2001年 - ポップロック、競走馬

## 忌日

### 人物

安土桃山時代の絵師、長谷川等伯(1539-1610)没。画像は『松林図』右隻。

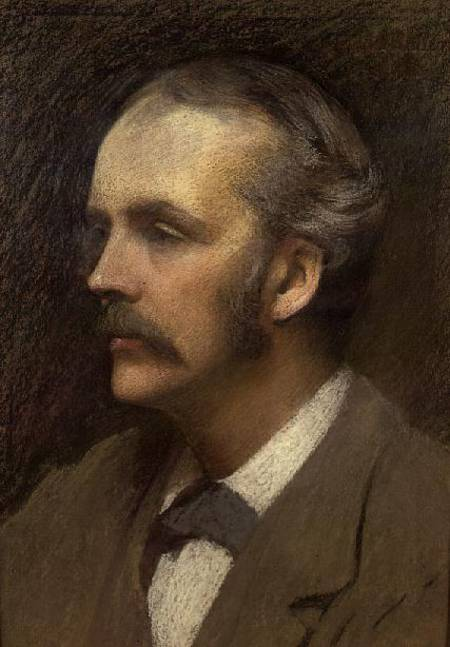
イギリスの政治家アーサー・バルフォア(1848-1930)没。ユダヤ人国家建設を支持するバルフォア宣言を発した。

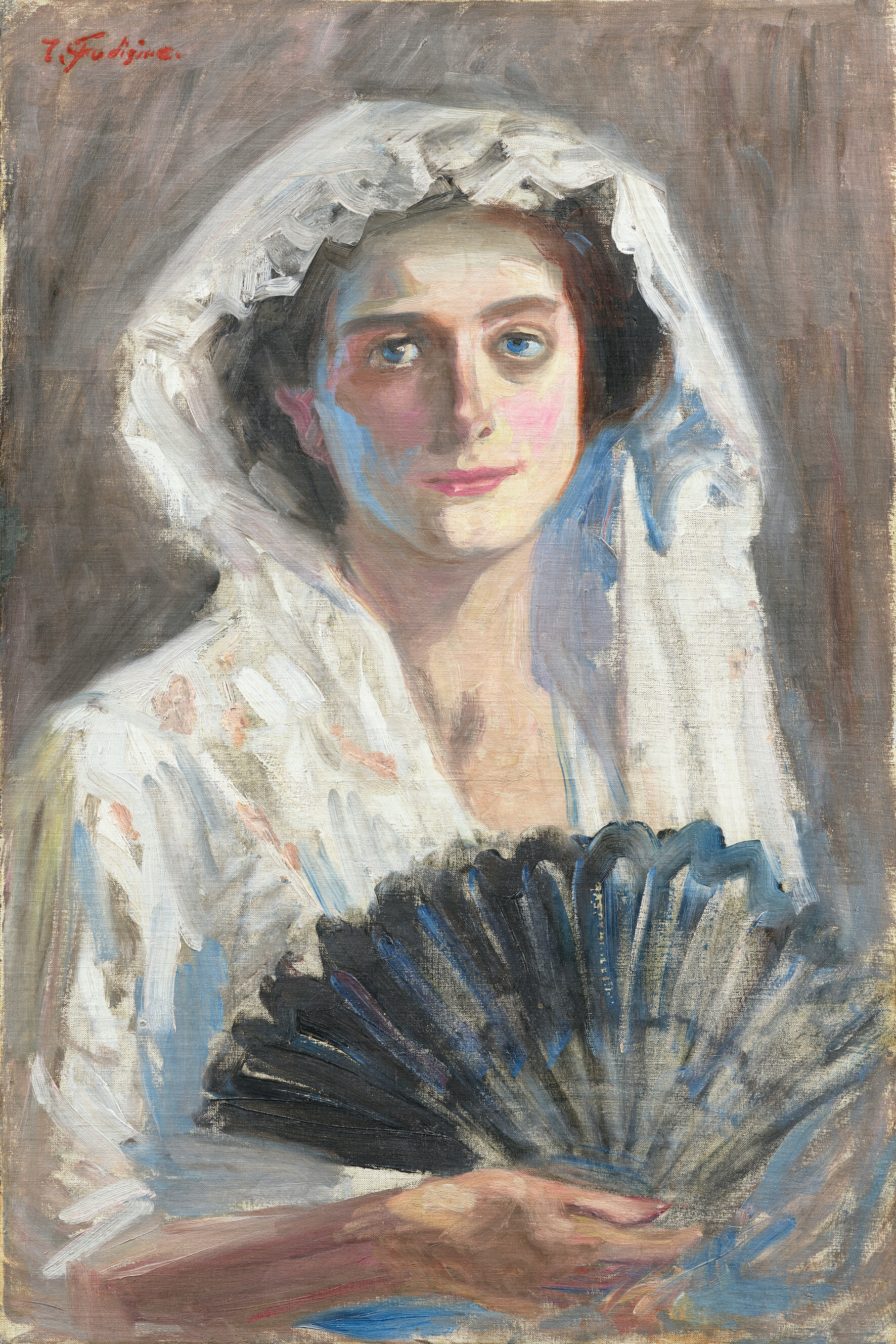
洋画家、藤島武二(1867-1943)没。画像は『黒扇』(1908)。

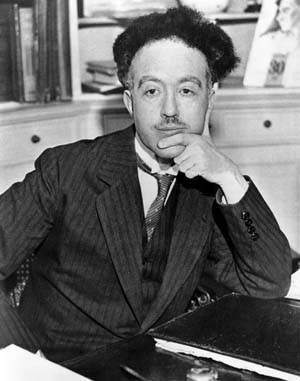
物理学者ルイ・ド・ブロイ(1892-1987)没。ド・ブロイ波を提唱

- 1205年（元久2年2月27日） - 藤原隆信、平安時代の公卿、画家（* 1142年）
- 1238年 - ヘンリク1世、ポーランド王（* 1163年）
- 1255年（建長7年2月10日） - 雅成親王、鎌倉時代の皇族（* 1200年）
- 1279年（祥興2年2月6日） - 陸秀夫、南宋の重臣（* 1236年）
- 1279年（祥興2年2月6日） - 趙昺（衛王、祥興帝）、第9代南宋皇帝（* 1272年）
- 1286年 - アレグザンダー3世、スコットランド王（* 1241年）
- 1566年（永禄9年2月28日） - 有馬晴純、肥前国の戦国大名（* 1483年）
- 1610年（慶長15年2月24日） - 長谷川等伯、絵師（* 1539年）
- 1662年 - エッバ・スパッレ、スウェーデン女王クリスティーナの女官（* 1629年）
- 1674年（延宝2年2月12日） - 松平定長、第3代伊予松山藩主（* 1640年）
- 1687年 - ロベール＝カブリエ・ド・ラ・サール、探検家（* 1643年）
- 1697年 - ニコラウス・ブルーンス、作曲家（* 1665年）
- 1721年 - クレメンス11世、第243代ローマ教皇（* 1649年）
- 1819年 - フリードリヒ・ハインリヒ・ヤコービ、哲学者（* 1743年）
- 1829年 - ジョン・テイラー、ニューヨーク州知事（* 1742年）
- 1884年 - エリアス・リョンロート、文献学者（* 1802年）
- 1900年 - シャルル＝ルイ・アノン、作曲家（* 1819年）
- 1908年 - エドゥアルト・ツェラー (Eduard Zeller)、哲学者（* 1814年）
- 1909年 - ジェームス・ハチソン・スターリング、哲学者（* 1820年）
- 1914年 - ジュゼッペ・メルカリ、地震学者（* 1850年）
- 1916年 - ワシーリー・スリコフ、画家（* 1848年）
- 1926年 - ビル・ハッチソン、プロ野球選手（* 1859年）
- 1928年 - 岩下清周、実業家（* 1857年）
- 1930年 - ヘンリー・フォールズ、指紋研究家（* 1843年）
- 1930年 - アーサー・バルフォア、イギリス首相（* 1848年）
- 1943年 - 藤島武二、画家（* 1867年）
- 1943年 - フランク・ニッティ、ギャングスタ（* 1888年）
- 1945年 - 折口春洋、国文学者（* 1907年）
- 1950年 - エドガー・ライス・バローズ、SF作家（* 1875年）
- 1950年 - ウォルター・ハース、化学者（* 1883年）
- 1954年 - ヴァルター・ブラウンフェルス、作曲家（* 1882年）
- 1965年 - ゲオルゲ・ゲオルギュ＝デジ、ルーマニアの指導者（* 1901年）
- 1965年 - エドワード・ベイリー、地質学者（* 1881年）
- 1972年 - 林平馬、政治家（* 1883年）
- 1974年 - アン・クライン、ファッションデザイナー（* 1923年）
- 1976年 - ポール・コゾフ、ギタリスト(* 1950年)
- 1978年 - ガストン・ジュリア、数学者（* 1893年）
- 1982年 - ランディ・ローズ、ギタリスト（* 1956年）
- 1983年 - 戸川猪佐武、政治評論家（* 1923年）
- 1985年 - 永沢富士雄、元プロ野球選手（* 1904年）
- 1987年 - ルイ・ド・ブロイ、物理学者（* 1892年）
- 1989年 - アラン・シヴィル、ホルン奏者（* 1929年）
- 1990年 - 根本龍太郎、政治家、第16代・第31代建設大臣、第13代農林大臣、第13-15代内閣官房長官（* 1907年）
- 1990年 - 平良良松、政治家、元那覇市長（* 1907年）
- 1990年 - アンドリュー・ウッド、歌手、シンガーソングライター（* 1966年）
- 1995年 - 山田康雄、俳優、声優（* 1932年）
- 1996年 - ヴァージニア・ヘンダーソン、看護学者（* 1897年）
- 1996年 - 陳景潤、数学者（* 1933年）
- 1997年 - ウィレム・デ・クーニング、画家（* 1904年）
- 1998年 - 大隅健一郎、法学者（* 1904年）
- 2001年 - 宮川洋一、俳優（* 1928年）
- 2002年 - 松尾金蔵、官僚、元日本鋼管（現・JFEスチール、JFEエンジニアリング）会長（* 1912年）
- 2002年 - 千野栄一、言語学者、 東京外国語大学名誉教授、元和光大学学長（* 1932年）
- 2003年 - 小野正一、元プロ野球選手（* 1933年）
- 2003年 - 冬木弘道、プロレスラー（* 1960年）
- 2003年 - 華倫変、漫画家（* 1974年）
- 2004年 - 四世井上八千代、日本舞踊家（* 1905年）
- 2005年 - John DeLorean、技術者、発明家、デロリアン・モーター・カンパニー創業者（* 1925年）
- 2006年 - 坂本三十次、政治家（* 1923年）
- 2006年 - チャニング・ポロック、マジシャン（* 1926年）
- 2007年 - 石野久男、日本社会党衆議院議員（* 1911年）
- 2007年 - ルーサー・イングラム、ソウル歌手（* 1937年）
- 2007年 - 太宰義人、調教師（* 1945年）
- 2008年 - アーサー・C・クラーク、SF作家（* 1917年）
- 2008年 - ポール・スコフィールド、俳優（* 1922年）
- 2008年 - 米盛裕二、哲学者、琉球大学名誉教授（* 1932年）
- 2008年 - 吉田和夫、工学者、慶應義塾大学常任理事（* 1949年）
- 2009年 - 山際素男、作家、インド文化研究家、翻訳家（* 1929年）
- 2009年 - イヴァル・ヴェルドレ、魚類学者（* 1931年）
- 2010年 - 伊達秀和、実業家、元ダイワ精機会長、馬主、サンシャイン牧場設立者（* 1928年)
- 2012年 - 八田木枯、俳人（* 1925年）
- 2012年 - ウール・グロスバード、映画監督（* 1929年）
- 2012年 - 桜田誠一、作曲家（* 1935年）
- 2012年 - 吉田あつし、経済学者（* 1958年）
- 2013年 - 黒川俊雄、経済学者、慶應義塾大学名誉教授、桜美林大学名誉教授（* 1923年）
- 2013年 - 金井務、実業家、元日立製作所社長（* 1929年）
- 2013年 - 登川誠仁、沖縄民謡歌手、三味線奏者（* 1932年）
- 2013年 - 田中宥久子、造顔マッサージ専門家（* 1946年）
- 2014年 - ロバート・シュワーズ・ストラウス、外交官、元駐ソ連アメリカ大使（* 1918年）
- 2014年 - 安西水丸、イラストレーター（* 1942年）
- 2015年 - 三代目桂米朝、落語家（* 1925年）
- 2015年 - 泉澄一、歴史学者、関西大学名誉教授（* 1932年）
- 2016年 - 加藤馨、実業家、カトー電気販売（ケーズホールディングスの前身）創業者（* 1917年）
- 2016年 - 夏樹静子、小説家（* 1938年）
- 2017年 - 岡崎トミ子、政治家、元アナウンサー（* 1944年）
- 2018年 - アーウィン・ホフマン、指揮者（* 1924年）
- 2018年 - ヴィクトル・エリン、官僚、政治家、元ロシア連邦内務大臣（* 1944年）
- 2018年 - 立川左談次、落語家（* 1950年）
- 2018年 - 水谷元、政治家、元三重県桑名市長（* 1956年）
- 2018年 - 青木裕、ギタリスト（* 1970年）
- 2019年 - 五代目金原亭馬好、落語家（* 1948年）
- 2020年 - レ・ミン・ダオ、軍人、元ベトナム共和国軍第18師団司令官（* 1933年）
- 2020年 - ピーター・ウィッティンガム、サッカー選手（* 1984年）
- 2021年 - 岡田繁幸、実業家、馬主、元サラブレッドクラブ・ラフィアン社長、元コスモヴューファーム社長（* 1950年）
- 2022年 - シャハブッディン・アーメド、政治家、法学者、第12代バングラディッシュ大統領、元同国最高裁判所長官（* 1930年）
- 2022年 - アラン・ホップグッド、俳優（* 1934年）
- 2022年 - アンドレイ・パリー、ロシア海軍将校（* 1971年）
- 2023年 - ナドベザ・ペーター、サッカー選手・指導者（* 1942年）
- 2023年 - マリソル・マラレ、モデル、ミス・ユニバース1970優勝者（* 1949年）
- 2024年 - M・エメット・ウォルシュ、俳優（* 1935年）
- 2024年 - 斉藤圭史郎、実業家、元蝶理社長（* 1942年）
- 2024年 - 福島孝徳、脳神経外科医（* 1942年）
- 2024年 - エルセン・マルティン、元プロサッカー選手（* 1979年）
- 2025年 - 佐藤栄佐久、政治家（* 1939年）

### 人物以外（動物など）
- 2023年 - まさはる君、『まさはる君が行く!ポチたまペット大集合』に出演していたラブラドール・レトリバー（* 2012年）

## 記念日・年中行事

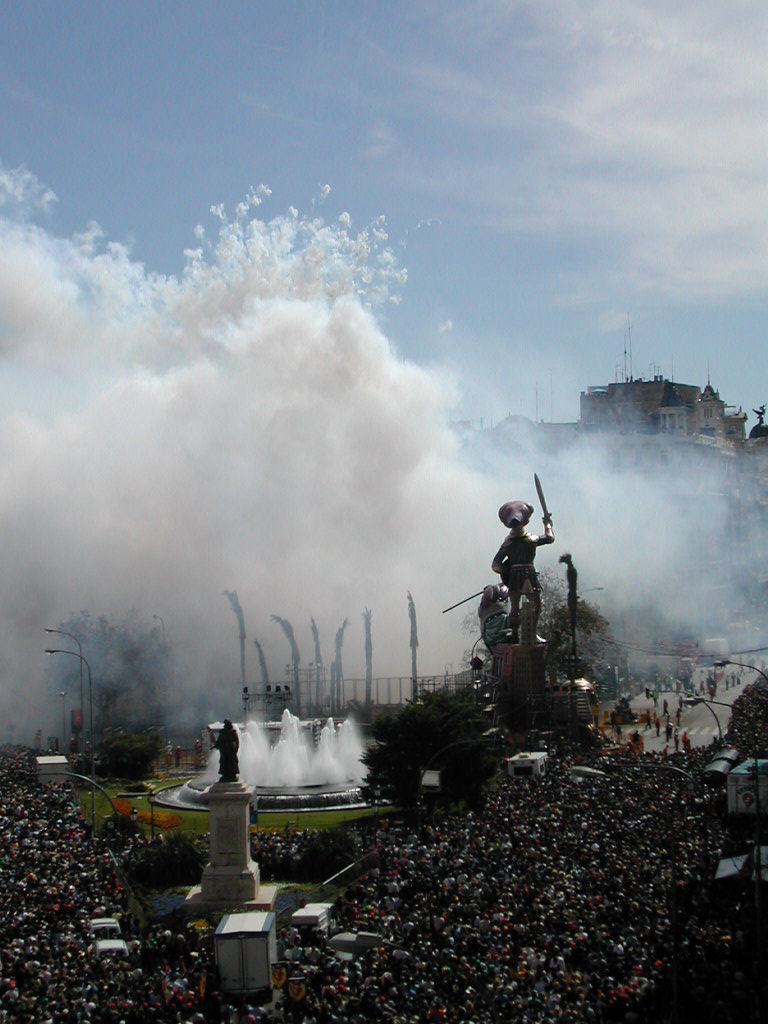
サン・ホセの火祭り

- サン・ホセの火祭り（ スペインバレンシア）
何カ月もかけて準備されたボール紙で作られた数々の巨大な張子人形が、一瞬にして焼き尽くされてしまう。 2016年、ユネスコの世界遺産に登録[11]。
- ミュージックの日（ 日本）
音楽関係者の労働団体・日本音楽家ユニオンが1991年に制定。「ミュー(3)ジック(19)」の語呂合せ。
- 立庁記念日（ 日本神奈川県）
慶応4年（1868年）のこの日、明治政府が、幕府から接収した神奈川奉行所を現在の県庁に相当する横浜裁判所に改めたことを記念し、神奈川県庁が制定。
- 聖ヨセフの日